# 東経64度線
東経64度線（とうけい64どせん）は、本初子午線面から東へ64度の角度を成す経線である。北極点から北極海、ヨーロッパ、アジア、インド洋、南極海、南極大陸を通過して南極点までを結ぶ。東経64度線は、西経116度線と共に大円を形成する。

## 通過する地域一覧
東経64度線は、北極点から南極点まで南に向かって以下の場所を通っている。
| 地理座標                                             | 国土・領土・領海 | 備考                                                  |
| ---------------------------------------------------- | ---------------- | ----------------------------------------------------- |
| 北緯90度0分 東経64度0分 / 北緯90.000度 東経64.000度  | 北極海           |                                                       |
| 北緯80度57分 東経64度0分 / 北緯80.950度 東経64.000度 | ロシア           | グレエムベル島（ゼムリャフランツァヨシファ）          |
| 北緯80度41分 東経64度0分 / 北緯80.683度 東経64.000度 | バレンツ海       |                                                       |
| 北緯76度18分 東経64度0分 / 北緯76.300度 東経64.000度 | ロシア           | セヴェルヌィ島（ノヴァヤゼムリャ）                    |
| 北緯75度41分 東経64度0分 / 北緯75.683度 東経64.000度 | カラ海           |                                                       |
| 北緯69度33分 東経64度0分 / 北緯69.550度 東経64.000度 | ロシア           |                                                       |
| 北緯54度18分 東経64度0分 / 北緯54.300度 東経64.000度 | カザフスタン     |                                                       |
| 北緯43度37分 東経64度0分 / 北緯43.617度 東経64.000度 | ウズベキスタン   |                                                       |
| 北緯39度4分 東経64度0分 / 北緯39.067度 東経64.000度  | トルクメニスタン |                                                       |
| 北緯36度2分 東経64度0分 / 北緯36.033度 東経64.000度  | アフガニスタン   |                                                       |
| 北緯29度25分 東経64度0分 / 北緯29.417度 東経64.000度 | パキスタン       | バローチスターン州                                    |
| 北緯25度20分 東経64度0分 / 北緯25.333度 東経64.000度 | インド洋         |                                                       |
| 南緯60度0分 東経64度0分 / 南緯60.000度 東経64.000度  | 南極海           |                                                       |
| 南緯67度31分 東経64度0分 / 南緯67.517度 東経64.000度 | 南極大陸         | オーストラリア南極領土（ オーストラリアが領有権主張） |